# Municipio de Mellen
El municipio de Mellen (en inglés: Mellen Township) es un municipio ubicado en el condado de Menominee en el estado estadounidense de Míchigan. En el año 2010 tenía una población de 1150 habitantes y una densidad poblacional de 14,16 personas por km².

## Geografía
El municipio de Mellen se encuentra ubicado en las coordenadas 45°19′59″N 87°37′36″O / 45.33306, -87.62667. Según la Oficina del Censo de los Estados Unidos, el municipio tiene una superficie total de 81.23 km², de la cual 79,77 km² corresponden a tierra firme y (1,8 %) 1,46 km² es agua.

## Demografía
Según el censo de 2010, había 1150 personas residiendo en el municipio de Mellen. La densidad de población era de 14,16 hab./km². De los 1150 habitantes, el municipio de Mellen estaba compuesto por el 98,7 % blancos, el 0,09 % eran afroamericanos, el 0,52 % eran amerindios, el 0,26 % eran asiáticos, el 0,09 % eran de otras razas y el 0,35 % eran de una mezcla de razas. Del total de la población el 0,87 % eran hispanos o latinos de cualquier raza.